# Comuna Dobre, Baștanka
Dobre (în ucraineană Добре) este o comună în raionul Baștanka, regiunea Mîkolaiiv, Ucraina, formată din satele Dobre (reședința) și Novoiehorivka.

## Demografie
Componența lingvistică a comunei Dobre
     Ucraineană (93,87%)
     Rusă (5,44%)
     Alte limbi (0,66%)
Conform recensământului din 2001, majoritatea populației comunei Dobre era vorbitoare de ucraineană (93,87%), existând în minoritate și vorbitori de rusă (5,44%).